# Bogdanówka (Lwów)
Bogdanówka (ukr. Богданівка) – dzielnica Lwowa w rejonie frankowskim i zaliznycznym, główną ulicą jest ulica Gródecka (dawniej Bogdanówka).
W XVIII wieku w tym rejonie istniał majątek ormiańskiej rodziny Bogdanowiczów, od ich nazwiska nazwę nadano początkowo osadzie, następnie przedmieściu i jego głównej ulicy, a następnie dzielnicy miasta. W 1861 przez Bogdanówkę przebiegła linia kolejowa łącząca Lwów z Przemyślem. Przed I wojną światową powstał tu największy we Lwowie i okolicy zakład piekarniczy "Merkury", istniejący do dziś jako piekarnia nr 1. W 1927 doprowadzono do Bogdanówki linię tramwajową, która działała do 1953. Przed II wojną światową powiększono powierzchnię Lwowa i przyłączono dotychczasowe przedmieście do tzw. Wielkiego Lwowa (1930). 20 listopada 1938, w ramach obchodu 20-lecia Obrony Lwowa, nadano publicznej szkole publicznej we na Bogdanówce imię Odsieczy Lwowa grupy ppłk. Michała Karaszewicza-Tokarzewskiego.
Po 1944 władze zmieniły nazwę głównej ulicy, dotychczasowa Bogdanówka stała się przedłużeniem ulicy Gródeckiej. Podjęto wówczas decyzję o nadaniu dzielnicy charakteru przemysłowego, powstały wówczas Lwiwsilmasz (1946) i Lwowskie Zakłady Tłuszczowe (1948). W 1953 w miejsce zlikwidowanej linii tramwajowej wprowadzono komunikację trolejbusową, na początku lat 60. wyburzono cerkiew św. Andrzeja i Bogdana oraz cerkiew św. Włodzimierza. Większość ówczesnych inwestycji była związana z powstaniem osiedli mieszkaniowych dla miejscowych kombinatów, głównie Lwiwsilmaszu. Działał dom kultury „Silmasz” organizujący zajęcia dla dzieci i dorosłych, posiadał salę koncertowo-kinową, obecnie jest zamknięty. Wybudowany w latach 1929 stadion RKS Lwów przy obecnej ulicy Narodnej (dawniej Ludowej) był miejscem rozgrywek drużyny futbolowej i żużlowej „Silmasz”, od 1963 Karpaty Lwów. Ze stadionem tym przed 1944 związany był Kazimierz Górski, piłkarz RKS Lwów. Obecnie obiekt jest zdewastowany.
Bogdanówka została uwieczniona w książce Iwana Kernyckiego "Bohater przedmieścia".